# Wladimir Dmitrijewitsch Schurin
Wladimir Dmitrijewitsch Schurin (russisch Владимир Дмитриевич Журин; * 22. Apriljul. / 4. Mai 1891greg. in Tetjuschi; † 19. August 1962 in Moskau) war ein russisch-sowjetischer Wasserbauingenieur und Hochschullehrer.

## Leben
Das Studium am Polytechnischen Institut Petrograd schloss Schurin nach der Oktoberrevolution 1918 ab.
Darauf kam Schurin in die Verwaltung der Bewässerungsarbeiten in Turkestan. Er projektierte Bewässerungssysteme und Wasserbauanlagen in der Hungersteppe und verfasste Studien zur Hydraulik. Er beteiligte sich an der Entwicklung des Staatsplans zur Elektrifizierung Russlands.
In Taschkent wurde 1924 auf Schurins Initiative das Forschungsinstitut zur Untersuchung der Probleme der Wasserwirtschaft in Zentralasien gegründet, dessen Direktor er dann war und das in den 1960er Jahren nach ihm benannt wurde. 1928 wurde er Mitglied der KPdSU. Im selben Jahr wurde er zum Professor ernannt. Er besuchte Deutschland, Österreich und die Tschechoslowakei und stellte fest, dass der sowjetischer Wasserbau fortgeschrittener war.
Im  Dezember 1930 wurde Schurin verhaftet und zu zehnjähriger Gulaghaft verurteilt. Er wurde zum Leiter der Projekt-Technik-Abteilung im Konstruktionsbüro Sergei Schuks für den Bau des Weißmeer-Ostsee-Kanals ernannt, der als erstes Großprojekt mit Gulag-Häftlingen durchgeführt wurde. Er wurde 1932 vorzeiiig freigelassen und wurde Offizier des KGB. Der Bau des Kanals wurde 1933 abgeschlossen. Darauf war er Vizechefingenieur für den Bau des Moskaukanals wieder unter der Leitung Sergei Schuks mit dem OGPU/NKWD-Lagerverbund Dmitlag.
Schurin projektierte die Wasserkraftwerke Uglitsch und Rybinsk mit der NKWD-Sonderbauverwaltung Wolgostroi. Nach dem Wechsel Sergei Schuks zur Kuibyschew-Wasserkraftanlage wurde Schurin 1940 Chefingenieur und dann Bauleiter der Wolgostroi nach dem Aufstieg des NKWD-Führungsoffiziers Jakow Rapoport. Nach Beginn des Deutsch-Sowjetischen Kriegs leitete Schurin die Tarnung der Wolgostroi-Anlagen und den Aufbau der Verteidigungslinie längs der Wolga. Ab 1942 baute er das neue Nischni-Tagil-Metallurgie-Werk auf und darauf das Schirokowski-Wasserkraftwerk an der Koswa bei Gubacha und das Wiluchinski-Wasserkraftwerk an der Uswa. Ab 1944 leitete er wieder die Wolgostroi. Er war nun Generalmajor des Technischen Dienstes. Mit einer Dissertation über Wasserkraftanlagen wurde er zum Doktor der technischen Wissenschaften promoviert.
Ab 1946 leitete Schurin den Lehrstuhl für Hydraulik und Wasserkraftanlagenbau des Moskauer Bauingenieur-Instituts.
Schurin starb am 19. August 1962 in Moskau und wurde auf dem Nowodewitschi-Friedhof begraben.

## Ehrungen
- Orden des Roten Banners der Arbeit (1933, 1944)[1]
- Leninorden (1937)[2]
- Orden des Roten Sterns (1943)[1]